# Sbucato dal passato
Sbucato dal passato (Blast from the Past) è un film statunitense del 1999 diretto da Hugh Wilson.

## Trama
Los Angeles, anni sessanta. Calvin Webber è un fisico nucleare: il suo più grande terrore è un olocausto nucleare, che lo porta a costruire un rifugio antiatomico nei sotterranei della sua abitazione, dotato di provviste per decenni. La sera del 22 ottobre 1962, lui e sua moglie Helen, che è incinta, sentono in TV della crisi dei missili cubani. Spaventato, Webber scende insieme alla moglie nel rifugio, temendo il peggio. Nello stesso momento, un aereo F-86 Sabre si schianta sopra la loro casa, provocando un incendio. L'esplosione manda in tilt gli indicatori del calore e delle radiazioni, lasciando credere a Calvin Webber che ci sia stata una detonazione nucleare e loro siano i soli sopravvissuti. Convinto che le sue più grandi paure si siano avverate, Calvin attiva la chiusura integrale del rifugio, che viene ermeticamente sigillato.
La serratura è predisposta per rimanere chiusa per 35 anni, tempo previsto per il decadimento delle radiazioni. Prima di quel momento nessuno, né dall'interno né dall'esterno la può aprire.
Il giorno dopo la chiusura del rifugio, la signora Webber dà alla luce un bambino, al quale viene dato il nome di Adam. Durante i 35 anni di permanenza nel rifugio il mondo cambia drasticamente, mentre i comportamenti e lo stile di vita degli Webber rimangono congelati al 1962. Mentre a Calvin la vita bucolica non dispiace affatto, la moglie Helen col tempo sviluppa una forma di depressione, tanto che inizia a bere.
In superficie intanto sopra l'ex terreno degli Webber sorge un bar-pasticceria, che diventa un pub negli anni '90.
Nel frattempo ad Adam vengono insegnati molti argomenti: le lingue straniere, la fisica, la matematica, la danza e il pugilato. Il padre consegna ad Adam la sua collezione di figurine di giocatori di baseball ed inoltre le azioni della IBM, della AT&T e della Polaroid, convinto che ormai non abbiano più valore. Cresciuto con amore dai genitori, Adam dimostra da subito intelligenza, un forte senso del dovere, oltre ad una bontà ed un altruismo non comuni. Inevitabilmente però, essendo sempre stato trattato come un bambino e senza nessuno della sua età da frequentare, il ragazzo non vive un'adolescenza normale e rimane ingenuo e innocente. Col tempo comincia tuttavia ad avere curiosità per il mondo esterno, soprattutto per il mare, il cielo ed il gioco del baseball. Diventato adulto, per il suo compleanno Adam esprime il desiderio di poter conoscere una ragazza. 
Il 22 ottobre 1997, la serratura del rifugio finalmente si apre e Calvin, seppur usando molta prudenza e munito di tuta antiradiazioni gialla, decide di controllare le vicinanze, utilizzando un ascensore per uscire. Il quartiere dove abitavano gli Webber è ormai irriconoscibile, essendo praticamente diventato un ghetto. Il bar sopra di loro ha chiuso da tempo ed è frequentato da senzatetto. Il signor Webber rimane scioccato dalla bruttura del quartiere: incontra un transessuale, un ubriacone e una banda di teppisti. Rifugiatosi in un locale a luci rosse, scambia tutto questo per un mondo post-apocalittico e credendo che i sopravvissuti siano dei mutanti: pretende quindi che sua moglie e suo figlio restino nascosti. Subito dopo l'uomo ha un lieve attacco di cuore, così Helen decide di restare ad occuparsi del marito e Adam viene mandato in superficie a comprare medicine, batterie e provviste.
Una volta uscito dal rifugio, Adam rimane meravigliato dal mondo esterno e dai suoi abitanti. Dopo essersi recato in un supermercato ed essersi perso per la città, si rende conto che i soldi in suo possesso non bastano per le provviste, così va in un negozio di figurine, per vendere le sue, che porta sempre con sé in valigia. Ora le figurine di Adam hanno un certo valore, perché in 35 anni sono diventate rarità. Il negoziante, fiutando l'affare, sottostima di molto il valore delle stesse, ma la commessa, Eva Rustikoff, impedisce al suo datore di lavoro di raggirare Adam e viene perciò licenziata. Uscendo dal negozio, in cambio di una figurina di grande valore, Adam chiede ad Eva di essere accompagnato all'Hotel Holiday Inn: la ragazza, temendo sia un tentativo di adescamento, prende la figurina e lo scarica davanti all'Hotel. Il giorno seguente torna in Hotel per riconsegnargli la preziosa figurina. L'uomo però si sente perduto in un mondo che non conosce e dunque offre ad Eva un impiego: aiutarlo con la fornitura di viveri e nella ricerca di una moglie: Eva accetta. 
In seguito, Adam conosce Cliff e Troy, l'amico omosessuale di Eva, il quale dà consigli all'inesperto Adam sull'abbigliamento e su come comportarsi con le donne. Man mano che le provviste vengono accumulate in un deposito ed i due si conoscono, Adam è sempre più attratto da Eva, che però sembra non ricambiare. Una sera, Eva e Troy portano Adam in un locale notturno con l'intenzione di trovare una ragazza per lui. Adam sorprende tutti con le sue doti di ballerino e di gentiluomo e suscita la gelosia di Eva, che nella stessa sera viene avvicinata da Cliff e accetta la sua compagnia. Benché riesca a sedurre più di una donna, Adam sente di essere legato ad Eva e intima a Cliff di lasciarla in pace, cosa che scatena la reazione violenta di lui, ma Adam sa come difendersi e lo batte.
Esasperata dal comportamento di entrambi, Eva torna a casa  e quando Troy le dice che Adam è rimasto in compagnia di un'altra donna, ammette di essersi innamorata di lui e ha l'impulso di andare a fermarlo, ma lo trova proprio davanti a casa sua. L'uomo le confessa il suo amore, ma anche di non aver mai fatto sesso in vita sua. Quando Eva chiede finalmente una spiegazione a tutte queste sue stranezze, Adam le racconta la verità e dice di volerla portare con sé nel rifugio antiatomico, a vivere con i suoi genitori.
Inorridita dalla prospettiva e credendolo pazzo, Eva mette Adam alla porta ed il giorno dopo chiama una psichiatra ed un'assistente sociale per farlo aiutare. L'uomo riesce tuttavia a scappare a bordo del camion pieno di provviste e raggiunge la zona di casa sua. Adam trasporta le provviste nel rifugio antiatomico, perché possano sopravvivere ancora per qualche tempo. Arriva sul posto anche Eva, la quale realizza che Adam le ha detto la verità su di sé, e ricambia il suo amore.
Alla fine, Adam ed Eva si mettono insieme ed i genitori di Adam si trasferiscono in superficie in una bella casa in mezzo al verde, che Adam ha fatto costruire con la ricchezza accumulata grazie alla vendita delle figurine e delle azioni.

## Colonna sonora
- A Little Belief  - Celeste Prince
- Honey Please - Sonichrome
- I See The Sun - Tommy Henriksen
- I Will Buy You a New Life - Everclear
- It's A Good Day - Perry Como
- It's the End of the World as We Know It (And I Feel Fine) - R.E.M.
- Mr. Zoot Suit - Flying Neutrinos
- Political Science - Randy Newman
- Pretty Babies - Dishwalla
- So Long Toots - Cherry Poppin' Daddies
- Trou Macacq - Squirrel Nut Zippers